# Abdallah Sima
Abdallah Dipo Sima (ur. 17 czerwca 2001 w Dakarze) – senegalski piłkarz, grający na pozycji skrzydłowego we francuskim klubie Stade Brestois 29, do którego jest wypożyczony z angielskiego Brighton & Hove Albion oraz w reprezentacji Senegalu.

## Kariera klubowa
Swoją karierę piłkarską Sima rozpoczął w klubie Evian Thonon Gaillard FC. W sezonie 2019/2020 grał w nim w szóstej lidze francuskiej. W 2020 został piłkarzem Slavii Praga. Swój debiut w niej zaliczył 26 września 2020 w wygranym 3:0 domowym meczu z 1. FC Slovácko. W sezonie 2020/2021 wywalczył ze Slavią dublet - mistrzostwo i Puchar Czech.
W sierpniu 2021 roku Sima przeszedł do Brighton & Hove Albion i od razu został wypożyczony do Stoke City. Swój debiut w Stoke zanotował 15 września 2021 w zremisowanym 1:1 domowym spotkaniu z Barnsley. W Stoke grał przez rok.
Latem 2022 Sima został wypożyczony do Angers SCO. Zadebiutował w nim 28 sierpnia 2022 w przegranym 1:3 wyjazdowym meczu z Troyes AC. Na koniec sezonu 2022/2023 spadł z Angers z Ligue 1 do Ligue 2.
Latem 2023 Simę wypożyczono do Rangers. Swój debiut w nim zaliczył 5 sierpnia 2023 w przegranym 0:1 wyjazdowym spotkaniu z Kilmarnock.
| Sezon   | Klub                     | Kraj    | Rozgrywki        | Mecze | Bramki |
| ------- | ------------------------ | ------- | ---------------- | ----- | ------ |
| 2019/20 | Evian Thonon Gaillard FC | Francja | VI liga          | ?     | ?      |
| 2020/21 | Slavia Praga             | Czechy  | I liga           | 21    | 11     |
| 2021/22 | Slavia Praga             | Czechy  | I liga           | 3     | 0      |
| 2021/22 | Stoke City               | Anglia  | EFL Championship | 2     | 0      |
| 2022/23 | Angers SCO               | Francja | Ligue 1          | 34    | 5      |

## Kariera reprezentacyjna
W reprezentacji Senegalu Sima zadebiutował 26 marca 2021 w zremisowanym 0:0 meczu kwalifikacji do Pucharu Narodów Afryki 2021 z Kongiem, rozegranym w Brazzaville. W 2024 roku powołano go do kadry na Puchar Narodów Afryki 2023. Nie rozegrał w nim żadnego spotkania.